# Pollicipedomorpha
Ordre
Les Pollicipedomorpha sont un ordre d'arthropodes du sous-embranchement des crustacés cirripèdes. L'ordre contient les animaux appelés « pouce-pieds ».

## Systématique
L'ordre des Pollicipedomorpha a été créé en 2021 par Benny Kwok-Kan Chan (d), Niklas Dreyer (d), Andrew Scott Gale (d), Henrik Glenner (d), Christine Ewers-Saucedo (d), Marcos Pérez-Losada (d), Gregory A. Kolbasov (d), Keith A. Crandall (d) et Jens Thorvald Høeg (d),.

## Description
Ce sont des microphages filtreurs qui vivent fixés à un support par l'intermédiaire d'un pied appelé pédoncule. Le reste du corps de l'animal est appelé capitulum et est formé d'une carapace calcaire composée de plusieurs plaques. Les carapaces des autres crustacés sont principalement formées à partir de chitine, ce qui explique que les anatifes aient longtemps été classés parmi les mollusques, mais le calcaire de leurs coquilles n'est qu'une convergence évolutive avec ces derniers. Les scientifiques distinguent, pour décrire leur coquille, trois zones. La partie inférieure appelée scutum contient moins de plaques. La partie latérale est appelée carène, la partie supérieure appelée tergum. Le nombre de ces plaques permet de reconnaitre les espèces, ainsi les espèces du genre Pollicipes possèdent jusqu'à une centaine de plaques au total. Ces animaux possèdent un thorax, une région céphalique, six paires de pattes et de nombreux cils filtrants dans le capitulum. Les cils servent à capter le plancton dont ils se nourrissent. Ils sont en général hermaphrodites.

## Liste des familles
Selon World Register of Marine Species (2 octobre 2021) :
- famille Lithotryidae Gruvel, 1905 -- 1 genre
- famille Pollicipedidae Leach, 1817 -- 3 genres
- famille Zeugmatolepadidae Newman, 1996 †

## Publication originale
- (en) Benny K. K. Chan, Niklas Dreyer, Andy S. Gale, Henrik Glenner, Christine Ewers-Saucedo, Marcos Pérez-Losada, Gregory A. Kolbasov, Keith A. Crandall et Jens T. Høeg, « The evolutionary diversity of barnacles, with an updated classification of fossil and living forms », Zoological Journal of the Linnean Society, Linnean Society of London et OUP, vol. 193, no 3,‎ novembre 2021, p. 789–846 (ISSN 1096-3642 et 0024-4082, OCLC 01799617, DOI 10.1093/ZOOLINNEAN/ZLAA160, lire en ligne).